# Derry Irvine, Baron Irvine of Lairg
Alexander „Derry“ Irvine, Baron Irvine of Lairg PC QC (* 23. Juni 1940 in Inverness, Schottland) ist ein britischer Jurist und Politiker der Labour Party, der unter anderem von 1997 bis 2003 Lordkanzler war.

## Leben
Nach dem Schulbesuch studierte Irvine Schottisches Recht an der University of Glasgow sowie im Anschluss Rechtswissenschaften am Christ’s College der University of Cambridge und war nach der anwaltlichen Zulassung 1967 als Rechtsanwalt in der Anwaltskanzlei von Morris Finer tätig. Bei den Unterhauswahlen 1970 kandidierte er erfolglos als Bewerber der Labour Party im Wahlkreis Hendon North um ein Mandat im House of Commons. 1978 wurde er zum  Kronanwalt berufen und 1981 zum Präsidenten der 11 King's Bench Walk Chambers gewählt, einer Vereinigung namhafter Barrister.
1987 wurde Derry Irvine als Life Peer mit dem Titel Baron Irvine of Lairg, of Lairg in the District of Sutherland, in den Adelsstand erhoben und gehört seither dem House of Lords an.
Während seiner langjährigen Zugehörigkeit zum Oberhaus war er zunächst von 1992 bis 1997 Sprecher der oppositionellen Labour-Fraktion für Rechts- und Innenpolitik und im Anschluss Mitglied des Schattenkabinetts seiner Partei in der Funktion des Lordkanzlers.
Nach dem Wahlsieg der Labour Party bei den Unterhauswahlen am 1. Mai 1997 wurde er von Premierminister Tony Blair als Nachfolger von Baron Mackay of Clashfern zum Lordkanzler in dessen erstes Kabinett berufen und gehörte diesem bis zu seiner Ablösung durch Baron Falconer of Thoroton 2003 an. Zugleich war er in dieser Zeit Sprecher der Regierung für Rechtspolitik und Angelegenheiten des Lordkanzlers.
Im Anschluss war er bis 2008 Lord of Appeal sowie seit 2005 Patron von Prisoners Abroad, einer Wohltätigkeitsorganisation zur Unterstützung von britischen Staatsangehörigen, die in ausländischen Justizvollzugsanstalten Freiheitsstrafen verbüßen. Baron Irvine ist außerdem Ko-Präsident der Interparlamentarischen Union sowie Vizepräsident der britischen Sektion der Parlamentarischen Vereinigung des Commonwealth.